# Ambystomatidae
Ambystomatidae é uma família de anfíbios pertencentes à ordem Caudata. O único género pertencente a esta família é Ambystoma.

## Espécies
De acordo com a versão 6.0 do Amphibian Species of the World, a família Ambystomatidae e o género Ambystoma contêm 33 espécies:
- Ambystoma altamirani Dugès, 1895
- Ambystoma amblycephalum Taylor, 1940
- Ambystoma andersoni Krebs e Brandon, 1984
- Ambystoma annulatum Cope, 1886
- Ambystoma barbouri Kraus e Petranka, 1989
- Ambystoma bishopi Goin, 1950
- Ambystoma bombypellum Taylor, 1940
- Ambystoma californiense Gray, 1853
- Ambystoma cingulatum Cope, 1868
- Ambystoma dumerilii (Dugès, 1870)
- Ambystoma flavipiperatum Dixon, 1963
- Ambystoma gracile (Baird, 1859)
- Ambystoma granulosum Taylor, 1944
- Ambystoma jeffersonianum (Green, 1827)
- Ambystoma laterale Hallowell, 1856
- Ambystoma platineum (Hallowell, 1856)
- Ambystoma tremblayi Comeau, 1943
- Ambystoma leorae (Taylor, 1943)
- Ambystoma lermaense (Taylor, 1940)
- Ambystoma mabeei Bishop, 1928
- Ambystoma macrodactylum Baird, 1850
- Ambystoma maculatum (Shaw, 1802)
- Ambystoma mavortium (Baird, 1850)
- Ambystoma mexicanum (Shaw e Nodder, 1798)
- Ambystoma opacum (Gravenhorst, 1807)
- Ambystoma ordinarium Taylor, 1940
- Ambystoma rivulare (Taylor, 1940)
- Ambystoma rosaceum Taylor, 1941
- Ambystoma silvensis Webb, 2004
- Ambystoma talpoideum (Holbrook, 1838)
- Ambystoma taylori Brandon, Maruska e Rumph, 1982
- Ambystoma texanum (Matthes, 1855)
- Ambystoma tigrinum (Green, 1825)
- Ambystoma velasci (Dugès, 1888)